# Liederbach am Taunus
Liederbach am Taunus település Németországban, Hessen tartományban. Lakosainak száma 9109 fő (2023. december 31.).

## Népesség
A település népességének változása:
| Lakosok száma | 8914 | 8832 | 8729 | 8728 | 9062 | 9109 |
|               | 2014 | 2017 | 2019 | 2021 | 2022 | 2023 |